# جان بروکوای (شناگر)
جان بروکوای (به انگلیسی: John Brockway) (زادهٔ ۸ اکتبر ۱۹۲۸) شناگر اهل بریتانیا است.